# LET IT GO (BEAT CRUSADERSの曲)
「LET IT GO」（レット・イット・ゴー）は、日本のロックバンドBEAT CRUSADERSのシングル及び楽曲。2009年9月23日、デフスターレコーズよりリリース。

## 概要
- 単独名義のシングル作品としては前作より1年8か月ぶりのリリースとなるメジャー7枚目、バンドとしては通算12枚目のシングルである。
- 表題曲では怒髪天がコーラスで参加。レコーディングの際、偶然同じスタジオの別室で怒髪天がレコーディングを行っており、互いの楽曲にコーラスで参加するという交換条件つきでオファーした。BEAT CRUSADERSは「オトナノススメ」（2009年11月4日発売）でコーラス参加している。
- 本作発売から約1年後の2010年に公式サイトにて突然の散開宣言が出されたため、 BEAT CRUSADERS最後のCDシングルとなった(同年の「Situation」はDVDシングルとして発売)。

## 収録曲
1. LET IT GO (3:33)
（作詞：ヒダカトオル 作曲・編曲：BEAT CRUSADERS）
2. LIFE IN THE NATION (2:23)
（作詞・作曲：ヒダカトオル　編曲：BEAT CRUSADERS）
LASTRUM時代の楽曲のリメイク。